# Umsatzsteuersystem in Tschechien
Das Umsatzsteuersystem in Tschechien ist völlig harmonisiert mit dem EU-Umsatzsteuersystem.

## Gegenstand der tschechischen Umsatzsteuer
- die entgeltliche Lieferung von Waren durch eine steuerpflichtige Person im Rahmen der Abwicklung einer wirtschaftlichen Tätigkeit mit dem Leistungsort in Tschechien,
- die entgeltliche Erbringung einer Dienstleistung durch eine steuerpflichtige Person im Rahmen der Abwicklung einer wirtschaftlichen Tätigkeit mit dem Leistungsort in Tschechien,
- der entgeltliche innergemeinschaftliche Erwerb gegen Entgelt, der in Tschechien durch eine steuerpflichtige Person im Rahmen der Abwicklung einer wirtschaftlichen Tätigkeit oder durch eine nicht steuerpflichtige juristische Person abgewickelt wird,
- die entgeltliche Einfuhr / Import von Waren in Tschechien.

Steuerpflichtige Leistungen sind in der Tschechischen Republik vor allem Dienstleistungen, Lieferungen von Gütern, Übertragung von Nutzungsrechten, Übertragung von Immobilien, Gebäuden und Bauwerken, Erwerb von Gütern aus anderen EU-Mitgliedsländern usw. Darüber hinaus unterliegt der tschechischen Umsatzsteuer auch die Versendung der Ware von und in Tschechien.
Die tschechischen Umsatzsteuerzahler sind in den meisten Fällen berechtigt, die Vorsteuer geltend zu machen. Einige Dienstleistungen sind von der Umsatzsteuer in Tschechien ausgenommen, d. h. befreit, hierbei besteht kein Anspruch auf Rückerstattung der Vorsteuer (z. B. Gesundheitspflege, Ausbildung, Finanzdienstleistungen, Versicherungen und langfristige Vermietungen der Immobilien).

## Umsatzsteuersätze in Tschechien
Seit 1. Januar 2024 gibt es zwei Umsatzsteuersätze in Tschechien:
- 21 % bei den meisten Gütern und Dienstleistungen;
- 12 % bei einigen ausgewählten Gütern und Dienstleistungen (einschl. Grundnahrungsmittel, Heizung, Wasser).

Bei der steuerpflichtigen Leistung wird der Steuersatz geltend gemacht, der zum Tag des Entstehens der Steuererklärungspflicht gültig ist. Bei dem angenommenen Entgelt für die steuerpflichtige Leistung wird der Steuersatz geltend gemacht, der für diese steuerpflichtige Leistung zum Tag des Entstehens der Steuererklärungspflicht aus dem angenommenen Entgelt gültig ist.

## Umsatzsteuererklärungen in Tschechien
Als Besteuerungszeitraum für die Umsatzsteuer gilt grundsätzlich der Kalendermonat in Tschechien. Ein Umsatzsteuerzahler darf einen vierteljährlichen Besteuerungszeitraum auswählen, unter der Voraussetzung, dass bestimmte Bedingungen erfüllt werden (z. B. wenn Umsatz im vorigen Kalenderjahr nicht 10 Millionen CZK überschritt).
Die Umsatzsteuererklärung darf nur elektronisch in Tschechien abgegeben werden – per sog. Datenbox oder mit einer elektronischen Unterschrift. Im Falle der IG-Lieferungen ist auch die zusammenfassende Meldung jeden Monat abzugeben.
In Tschechien gibt es keine jährliche Umsatzsteuererklärung. Diese wird nur monatlich abgegeben, daher spricht man nicht über eine monatliche Umsatzsteuervoranmeldung, sondern eher über eine Umsatzsteuererklärung in Tschechien.
Außer den Umsatzsteuererklärungen und zusammenfassenden Meldungen sind seit 1. Januar 2016 auch sog. Kontrollmeldungen in Tschechien monatlich abzugeben.

## Kontrollmeldung in Tschechien
Die Kontrollmeldung ist eine spezielle Steuerbehauptung, die keine der bisherigen Erklärungen ersetzt, und in der die meisten in Tschechien steuerpflichtigen Transaktionen zu erklären sind. Von den bislang verlangten Formularen ersetzt sie nur den Auszug aus dem Verzeichnis zu USt-Zwecken, das bei Transaktionen im sog. lokalen Reverse-Charge einzureichen war (d. h. insbesondere bei Bauarbeiten und Lieferung ausgewählter Waren).
Die Kontrollmeldung ist nur elektronisch einzureichen.

## Pflicht zur umsatzsteuerlichen Registrierung in Tschechien
Für natürliche oder juristische Personen, die in der Tschechischen Republik keinen Sitz, keine Betriebsstätte oder Vertretung haben, gibt es keine Kleinunternehmer-Umsatzgrenze für die Pflicht zur umsatzsteuerlichen Registrierung in Tschechien.
Die ausländischen Personen müssen sich daher als sog. Umsatzsteuerzahler in Tschechien anmelden, vor allem wenn:
- deren Lieferung der tschechischen Umsatzsteuer unterliegt (es sei denn, die Pflicht zur umsatzsteuerlichen Registrierung und – Zahlung geht auf den Lieferungsempfänger über) oder
- sie die Ware aus der Tschechischen Republik in andere EU-Länder ausgeführt haben.

Ganz oft wird die Pflicht zur umsatzsteuerlichen Registrierung auch durch die Betreibung eines Lagers in Tschechien oder durch den Versand mittels des Amazon-Lagers in Tschechien verursacht. Die in Tschechien nicht angesiedelten Amazon-Händler, die das Amazon-Lager in Tschechien benutzen, sollten sich noch vor dem Versandbeginn in Tschechien zur Umsatzsteuer registrieren lassen. Damit können sie die eventuellen Strafen vermeiden, die sonst wegen der verspäteten umsatzsteuerlichen Registrierung oder Abgabe der Voranmeldungen vom tschechischen Finanzamt bemessen werden.
Unter bestimmten Umständen werden Unternehmen, die nicht zur Umsatzsteuer angemeldet sind und für die die Umsatzsteuerpflicht wegen erworbener Lieferungen entsteht, als Subjekte für die Umsatzsteuerabgabe identifiziert. Diese Subjekte bezahlen die Umsatzsteuer aus den erworbenen Lieferungen ohne die Berechtigung, die Vorsteuer zurückzufordern.